# Courrendlin
Courrendlin é uma comuna da Suíça, situada no distrito de Delémont, no cantão de Jura. Tem 11,07 km² de área e sua população em 2018 foi estimada em 3.064 habitantes.